# Забвение (рассказ)
«Забве́ние» (англ. Ex Oblivione) — это прозаическая поэма американского писателя ужасов Говарда Филлипса Лавкрафта, написанная в конце 1920 — начале 1921 года. Впервые была опубликована в журнале «The United Amateur» в марте 1921 года, под псевдонимом Ward Phillips. Вдохновение было получено от философских работ Артура Шопенгауэра. Поэма относится к «Циклу снов».

## Сюжет
Герой чувствует, что ему осталось жить недолго, поэтому он сбегает от реальности и переносится во снах в «Иной мир» — Страну снов, где он ищет красоту, которой ему не хватает в жизни. Там, он блуждает по зачарованным чащам (англ. Enchanted woods), плывёт под парусами по морю, спускается на барке по подземной реке в мир пурпурных сумерек (англ. World of purple twilight), посещает золотую долину, которая ведет к тернистым рощам и руинам погребенных в земле храмов, и заканчивается высокой зеленой стеной. Рассказчик долго ищет проход в этой стене и однажды он находит увитые плющом бронзовые ворота. Он понял, что там скрывается именно та Страна-мечты (англ. Dream-country), что является к нему в видениях, которая представляется ему очень красивой и от нее исходит сияние (англ. Radiant).
В призрачном городе Закарионе (англ. Zakarion) он находит папирус, в котором написано, что за бронзовые врата нельзя пройти дважды, одним там являются чудеса, а другим — разочарования. Папирус написали мудрецы, рожденные в Стране снов, а не «Мире бодрствующих» (англ. Waking world). Тогда герой принимает снадобье, что помогает ему перенестись в долину за вратами. Там оказались невероятные красоты, но когда чары снадобья ослабли, он увидел, что вокруг одна белая смерть. Это и был конец его жизни и он растворился в забвении, откуда демон по имени Жизнь призвал его, на один только миг.

## Персонажи
- Рассказчик

Рассказчик (англ. Narrator) — сновидец, имя которого не называется, проник за врата, которые видели лишь немногие. Он изучал рукописи мудрецов в Закарионе и изготовил снадобье.
- Демон Жизни

Демон Жизни (англ. Daemon Life) — божество в Стране снов, которое наделяет даром жизни души тех, кто пребывает в мире неживых. 

## Вдохновение
В «Энциклопедии Лавкрафта» предполагается, что главная тема «Забвение» — то, что небытие предпочтительнее жизни. Вероятно, эту идею Лавкрафт подчеркнул из чтения философа Артура Шопенгауэра. Лавкрафт выражал схожие чувства в своих работах в то время, написав в защиту «Дагона»: «Нет ничего лучше забвения, потому что в забвении нет неисполненных желаний». В целом эти идеи отражают пристрастие Лавкрафта к космизму и его отношение к человеку, как к малозначимому существу. 
В этом рассказе впервые упоминается папирус, который составили мудрецы из Страны снов — вероятно, эта идея послужила основой для создания «Пнакотических манускриптов». Также говорится, что в этом папирусе записан рецепт зелья — что напоминает медицину Древнего Египта. Египтяне использовали «Непентэ» — как эликсир забвения от грусти. 
Страна снов, призрачные миры, зачарованная роща, пространства в космосе — будут часто появляются в произведениях Лавкрафта.  
В рассказе упоминаются бронзовые врата между миром живых и пространством, где нет материи и законов сущего. Похожее пространство в эфире описано в рассказе «Селефаис». Некоторые исследователи творчества Лавкрафта сравнивают этот ранний пример идей о вратах между мирами с божеством, которое позже автор свяжет с этим местом — Йог-Сототом. В «Ужас Давнвича» (1928) Лавкрафт напишет:«Йог-Сотот знает "Врата", он и есть "Врата"... а также "Память мира"». 

## Связь с другими произведениями
Поэма «Забвение» связывает ранние произведения из «Цикла снов»: в нем упоминается мир неживых из рассказа «Селефаис»; ландшафты из рассказа «Полярная звезда»; долина с огромными деревьями из рассказа «Память».
Демон Жизни упоминается только в этом произведении, хотя, в других произведениях можно часто встретить упоминание демоном, забвения, жизни в целом.
В 17 и 18 сонетах «Грибы с Юггота» Лавкрафт дает поэтическое описание окружения этой части Страны снов.